# René Nyman
René Nyman, född 21 november 1916 i Helsingfors, död där 19 maj 1997, var en finländsk företagsledare och kappseglare. 
Nyman studerade 1929 whiskytillverkning i Skottland och utbildades 1939 till stridsflygare i Sverige. Han representerade 1946–1949 flygbolaget KLM i Finland och inträdde 1949 i faderns alkoholagentur, Ab Rudolf Nyman Oy, vars verkställande direktör han var från 1961 fram till dess avyttring 1981.
Nyman började sin seglingskarriär i Nyländska Jaktklubben och blev juniormästare i vingbåt 1933, 1935 och 1937. Han representerade Finland i fyra olympiska spel, blev tionde med olympiajolle i Kiel 1936 och tog tolfte samt nittonde plats med sin redan föråldrade starbåt "Lucky Star" 1948 respektive 1952; belade 1960 sjuttonde platsen med finskbyggda draken "Rififi". Nyman, som seglade med drygt 100 båtar i 17 olika klasser, var 1963–1964 kommodor för Helsingfors segelklubb.
Nyman gjorde en stor insats för spridandet av den internationella Lionsrörelsen. Han var stiftande medlem då Finlands Lionsklubb nr 1 grundades 1950 i Helsingfors, och stod senare fadder för ett femtontal klubbar i landet. Han utgav sina seglarminnen under titeln Vettä, viintä, tuulta ja tyyntä (1985). 